# 이덕재
이덕재(1969년 ~ )는 대한민국의 개그맨이자 방송인이다.

## 학력
- 성동고등학교
- 서울예술대학교 연극영화과

## 출연 작품

### 예능
- 《폭소대작전》 (KBS2)
- 《코미디 1번지》 (KBS2)
- 《코미디 세상만사》 (KBS2)
- 《개그콘서트》 (KBS2)
  - 미스테리개그
  - 봉숭아학당 - 아이스맨 역.
  - 부자유친
  - 실록 X-파일 - 이조판서 역.
- 《쇼! 행운열차》 (KBS2)
- 《웃음은 행복을 싣고》 (KBS2)
- 《푸드 특공대》 (Food TV)

### 드라마
- 2008년 《앙녀쟁투》(XTM, 2008년) - 김선생 역

### 영화
- 《허풍》 (2013년) - 떡판이 역.
- 《삼거리 극장》 (2006년) - 경운기 아저씨 역.
- 《티라노의 발톱》 (1994년)

### 뮤지컬
- 《황봉알 & 이덕재의 막~말 Show》 (2008년)
- 《렌트》 (2007년)
- 《날아라 슈퍼보드》 (2007년) - 삼장법사 역.
- 《스트리트 가이즈》 (2006년) - 학생부장 역.
- 《큐빅스 대모험》 (2004년) - 닥터 K 역.

## 라디오
- 《스타음악방송 - 사또클럽》

## 수상
- 동랑 연극제 최우수상

## 같이 보기
- 김성규
- 문세윤
- 김재욱
- 윤성호
- 김진철
- 김병만
- 김대희
- 김시덕
- 조세호
- 박성호
- 김창준
- 양동재